# Olly Murs
Olly Murs, właściwie Oliver Stanley Murs (ur. 14 maja 1984 w Witham) – angielski kompozytor i piosenkarz muzyki pop, finalista szóstej edycji programu The X Factor (2009).

## Życiorys
W 2009 zajął drugie miejsce w finale szóstej edycji programu The X Factor. Na początku 2010 rozpoczął współpracę z wytwórniami muzycznymi Syco Music i Epic Records. Zadebiutował na liście UK Singles Chart singlem „Please Don’t Let Me Go”, który uplasował się na 1. miejscu listy przebojów. Z drugim singlem, „Thinking of Me”, dotarł do czwartego miejsca notowania. Z debiutanckim albumem studyjnym, zatytułowanym po prostu Olly Murs, zadebiutował na drugiej pozycji listy najlepiej sprzedających się płyt w Wielkiej Brytanii. Jego łączna sprzedaż przekroczyła 834 tys. egzemplarzy.
Na polskim rynku muzycznym pojawił się wraz z wydaniem drugiego albumu In Case You Didn’t Know z 2011. Pierwszym singlem promującym krążek został utwór „Heart Skips a Beat” nagrany z gościnnym udziałem Rizzle Kicks. Piosenka osiągnęła dużą popularność w Europie, a zwłaszcza w Polsce, Niemczech, Szwajcarii oraz Wielkiej Brytanii, gdzie osiągnęła szczyt w notowaniach najpopularniejszych singli. Kolejnymi singlami zostały utwory „Dance with Me Tonight” i „Oh My Goodness”. In Case You Didn’t Know rozszedł się w ilości ponad 1 mln kopii na Wyspach Brytyjskich.
18 listopada 2012 zaprezentował utwór „Troublemaker”, który nagrał z Flo Ridą. Jest to pierwszy singel z wydanego 26 listopada albumu pt. Right Place Right Time. Krążek zadebiutował na pierwszym miejscu UK Albums Chart, dzięki łącznej sprzedaży 127 tys. egzemplarzy w pierwszym tygodniu od premiery. Right Place Right Time uzyskał status czterokrotnej platyny w Wielkiej Brytanii, a jego łączna sprzedaż przekroczyła 1,3 mln kopii.
24 listopada 2014 wydał czwarty album studyjny pt. Never Been Better, z którym powtórzył sukces poprzednich albumów, debiutując na pierwszym miejscu notowania UK Albums Chart. Jego łączny nakład w Wielkiej Brytanii przekroczył 886 tys. egzemplarzy. Singlami promującymi zostały utwory „Wrapped Up” nagrany wraz z Travisem McCoy, „Up” z udziałem Demi Lovato oraz „Seasons” i „Beautiful to Me”. 20 listopada 2015 ukazała się reedycja albumu zawierająca siedem nowych utworów oraz DVD z zapisem trasy koncertowej Never Been Better Tour.
8 lipca 2016 wydał singel „You Don’t Know Love” zwiastujący piąty album pt. 24 Hrs, który miał premierę 11 listopada 2016. Płyta zadebiutowała na szczycie notowania najpopularniejszych albumów w Wielkiej Brytanii, stając się czwartym numerem jeden Mursa w rodzinnym kraju.
Jesienią 2018 nakładem wytwórni RCA oraz Sony Music wydał szósty album pt. You Know I Know, składający się z dwóch płyt, z których pierwsza zawiera 14 premierowych utworów wokalisty, a na drugim krążku zamieszczono wybrane single artysty. Wydawnictwo uzyskało status złotej płyty w Wielkiej Brytanii. Pierwszym singlem został utwór „Moves” nagrany z gościnnym udziałem Snoop Dogga.

## Dyskografia

### Albumy studyjne
- Olly Murs (2010)
- In Case You Didn’t Know (2011)
- Right Place Right Time (2012)
- Never Been Better (2014)
- 24 Hrs (2016)
- You Know I Know (2018)

### Single
| Tytuł                                                               | Rok  | Najwyższa pozycja | Najwyższa pozycja | Najwyższa pozycja | Najwyższa pozycja | Najwyższa pozycja | Najwyższa pozycja | Najwyższa pozycja | Najwyższa pozycja | Najwyższa pozycja | Najwyższa pozycja | Najwyższa pozycja | Album                              |
| Tytuł                                                               | Rok  | UK                | PL                | AUT               | BEL (FLA)         | CAN               | GER               | IRE               | NLD               | SCO               | SLO               | SWI               | Album                              |
| ------------------------------------------------------------------- | ---- | ----------------- | ----------------- | ----------------- | ----------------- | ----------------- | ----------------- | ----------------- | ----------------- | ----------------- | ----------------- | ----------------- | ---------------------------------- |
| „Please Don’t Let Me Go”                                            | 2010 | 1                 | –                 | –                 | 31                | –                 | –                 | 5                 | –                 | 2                 | 38                | –                 | Olly Murs                          |
| „Thinking of Me”                                                    | 2010 | 4                 | –                 | –                 | –                 | –                 | –                 | 13                | –                 | 3                 | –                 | –                 | Olly Murs                          |
| „Heart on My Sleeve”                                                | 2011 | 20                | –                 | –                 | –                 | –                 | –                 | –                 | –                 | 24                | –                 | –                 | Olly Murs                          |
| „Busy”                                                              | 2011 | 45                | –                 | –                 | –                 | –                 | –                 | –                 | –                 | –                 | –                 | –                 | Olly Murs                          |
| „Heart Skips a Beat” (feat. Rizzle Kicks [UK] lub Chiddy Bang [US]) | 2011 | 1                 | 1                 | 6                 | 59                | 91                | 1                 | 6                 | 76                | 2                 | 31                | 1                 | In Case You Didn’t Know            |
| „Dance with Me Tonight”                                             | 2011 | 1                 | –                 | 65                | 20                | –                 | –                 | 2                 | –                 | 1                 | –                 | –                 | In Case You Didn’t Know            |
| „Oh My Goodness”                                                    | 2012 | 13                | –                 | 27                | 69                | –                 | 24                | 13                | –                 | 10                | –                 | –                 | In Case You Didn’t Know            |
| „Troublemaker” (feat. Flo Rida)                                     | 2012 | 1                 | –                 | 3                 | 25                | 15                | 2                 | 2                 | 66                | 1                 | –                 | 8                 | Right Place Right Time             |
| „Army of Two”                                                       | 2013 | 12                | –                 | 27                | 78                | –                 | 96                | 18                | –                 | 10                | 59                | –                 | Right Place Right Time             |
| „Dear Darlin'”                                                      | 2013 | 5                 | 11                | 1                 | –                 | –                 | 2                 | 8                 | –                 | 4                 | 28                | 5                 | Right Place Right Time             |
| „Right Place Right Time”                                            | 2013 | 27                | –                 | –                 | –                 | –                 | –                 | 74                | –                 | 22                | –                 | –                 | Right Place Right Time             |
| „Hand on Heart”                                                     | 2013 | 25                | 20                | –                 | –                 | –                 | –                 | 50                | –                 | –                 | –                 | –                 | Right Place Right Time             |
| „Wrapped Up” (feat. Travis McCoy)                                   | 2014 | 3                 | 15                | 21                | –                 | –                 | 11                | 7                 | –                 | –                 | –                 | 18                | Never Been Better                  |
| „Up” (feat. Demi Lovato)                                            | 2014 | 4                 | –                 | 7                 | –                 | –                 | 21                | 3                 | –                 | –                 | –                 | 42                | Never Been Better                  |
| „Seasons”                                                           | 2015 | 34                | –                 | –                 | –                 | –                 | –                 | 58                | –                 | –                 | –                 | –                 | Never Been Better                  |
| „Beautiful to Me”                                                   | 2015 | 93                | –                 | –                 | –                 | –                 | –                 | –                 | –                 | –                 | –                 | –                 | Never Been Better                  |
| „Kiss Me”                                                           | 2015 | 16                | –                 | –                 | –                 | –                 | –                 | 58                | –                 | –                 | –                 | –                 | Never Been Better: Special Edition |
| „Stevie Knows”                                                      | 2015 | –                 | –                 | –                 | –                 | –                 | –                 | –                 | –                 | –                 | –                 | –                 | Never Been Better: Special Edition |
| „You Don’t Know Love”                                               | 2016 | 15                | –                 | 57                | 20                | –                 | 76                | 54                | –                 | 5                 | 27                | –                 | 24 Hrs                             |
| „Grow Up”                                                           | 2016 | 25                | –                 | –                 | –                 | –                 | 94                | 48                | –                 | 8                 | –                 | –                 | 24 Hrs                             |
| „Unpredictable”                                                     | 2017 | 32                | –                 | –                 | –                 | –                 | –                 | 65                | –                 | 20                | –                 | –                 | 24 Hrs                             |
| „Moves” (feat. Snoop Dogg)                                          | 2017 | 46                | 13                | –                 | 28                | –                 | –                 | –                 | –                 | 18                | –                 | –                 | You Know I Know                    |
| „–” pozycja nie była notowana.                                      |      |                   |                   |                   |                   |                   |                   |                   |                   |                   |                   |                   |                                    |